# 徳島県道152号府中停車場線
徳島県道152号府中停車場線（とくしまけんどう152ごう こうていしゃじょうせん）は、徳島県徳島市を通る一般県道である。

## 概要

### 路線データ
- 起点：徳島県徳島市国府町府中（JR四国徳島線 府中駅）
- 終点：徳島県徳島市国府町府中（徳島県道29号徳島環状線交点、徳島県道232号平島国府線上）
- 距離：0.13 km[1]

## 歴史
- 1959年（昭和34年）1月31日 - それまでの徳島県道3号国府府中停車場線を変更、徳島県道31号府中停車場線として認定。
- 1972年（昭和47年）3月10日 - 徳島県道152号府中停車場線として認定。

## 路線状況

### 重複区間
- 徳島県道232号平島国府線（徳島市国府町府中）

## 地理

### 通過する自治体
- 徳島県
  - 徳島市

### 交差する道路
| 交差する道路                                                | 交差する場所 | 交差する場所 |
| ----------------------------------------------------------- | ------------ | ------------ |
| 徳島県道232号平島国府線 重複区間起点                        | 国府町府中   |              |
| 徳島県道29号徳島環状線 徳島県道232号平島国府線 重複区間終点 | 国府町府中   | 終点         |

### 沿線
- JR四国徳島線 府中駅